# Потпићан
Потпићан (до 1991. Подпићан) је насељено место у саставу општине Кршан у Истарској жупанији, Хрватска. До територијалне реорганизације у Хрватској налазио се у саставу старе општине Лабин.

## Становништво
На попису становништва 2011. године, Потпићан је имао 513 становника.

## Попис1991.
На попису становништва 1991. године, насељено место Подпићан је имало 697 становника, следећег националног састава:
| Попис 1991.‍  | Попис 1991.‍  | Попис 1991.‍ | Попис 1991.‍ | Попис 1991.‍ |
| ------------ | ------------ | ----------- | ----------- | ----------- |
|              |              |             |             |             |
| Хрвати       | Хрвати       |             | 298         | 42,75%      |
| Муслимани    | Муслимани    |             | 193         | 27,69%      |
| Југословени  | Југословени  |             | 10          | 1,43%       |
| Срби         | Срби         |             | 8           | 1,14%       |
| Словенци     | Словенци     |             | 7           | 1,00%       |
| Италијани    | Италијани    |             | 3           | 0,43%       |
| Немци        | Немци        |             | 1           | 0,14%       |
| Пољаци       | Пољаци       |             | 1           | 0,14%       |
| Чеси         | Чеси         |             | 1           | 0,14%       |
| неопредељени | неопредељени |             | 22          | 3,15%       |
| регион. опр. | регион. опр. |             | 144         | 20,65%      |
| непознато    | непознато    |             | 9           | 1,29%       |
| укупно: 697  |              |             |             |             |